# قرار مجلس الأمن التابع للأمم المتحدة رقم 1016
قرار مجلس الأمن التابع للأمم المتحدة رقم 1016، المتخذ بالإجماع في 21 أيلول / سبتمبر 1995، بعد التذكير بجميع القرارات المتعلقة بالحالة في يوغوسلافيا السابقة، دعا إلى بذل مزيد من الجهود للتوصل إلى حل سياسي شامل للصراع في البوسنة والهرسك وطالب كل من البوسنة والهرسك والهرسك وكرواتيا بانهاءهجومهما في غرب البوسنة.
وأعرب المجلس عن قلقه من أن الوضع في البوسنة والهرسك يمثل أزمة إنسانية، ولا سيما بسبب القتال الأخير، والخسائر في الأرواح، وكثير من اللاجئين والمشردين، والمعاناة بين السكان المدنيين نتيجة للأعمال العسكرية. كما أعرب عن أسفه للخسائر التي تكبدها جنود حفظ السلام الدنماركيون وأرسل تعازيه إلى أسر الذين لقوا حتفهم. وفي هذا الصدد، تم حث جميع الأطراف على وقف الأعمال العدائية والتقيد بوقف إطلاق النار.
ودعيت الدول الأعضاء المشاركة في تعزيز تسوية سلمية شاملة في المنطقة إلى تكثيف جهودها بالتعاون مع وكالات المعونة الإنسانية، مع ملاحظة أنه لا يمكن أن يكون هناك حل عسكري للصراع في البوسنة والهرسك. وطُلب من الأمين العام تقديم معلومات إضافية عن الحالة الإنسانية إلى المجلس في أقرب وقت ممكن.

## روابط خارجية
- نص القرار في undocs.org